# Втеча з Преторії
Втеча з Преторії (англ. Escape from Pretoria) — австралійсько-британський фільм 2020 року режисера Френсіса Аннана. Світова прем'єра фільму відбулася 6 березня 2020 року в Австралії, в Україні — 26 березня 2020 року.

## Сюжет
Фільм засновано на реальних подіях, що були викладені у книзі учасника тих подій Тіма Дженкіна «Inside Out: Escape from Pretoria Prison». Південно-Африканська Республіка, 1979 рік. У країні діє режим апартеїду. Двоє білих південноафриканців, Тім Дженкін та Стівен Лі, за розповсюдження агітаційних брошур потрапляють за ґрати. Вони опиняються у Центральній в'язниці Преторії. Проте чоловіки переконані у своїй правоті і не бажають залишатися в тюрмі. Разом із такими ж, як і вони, політв'язнями, Дженкін та Лі планують втечу.

## У ролях
| Актор               | Роль                                  |
| ------------------- | ------------------------------------- |
| Деніел Редкліфф     | Тім Дженкін                           |
| Деніел Веббер       | Стівен Лі                             |
| Ієн Гарт            | Дені Голдберг                         |
| Марк Леонард Вінтер | Леонард Фонтен                        |
| Натан Пейдж         | Монго                                 |
| Грант Піро          | капітан Шнепель                       |
| Адам Овідія         | Ван Заделгофф                         |
| Тім Дженкін         | ув'язнений у тюремній залі очікування |

## Виробництво
Зйомки фільми відбулися у березні 2019 року в австралійському місті Аделаїда. В епізодичній ролі знявся прототип головного героя Тім Дженкін. Інший реальний учасник подій фільму Дені Голдберг допомагав з написанням сценарію, уточнюючи деталі втечі.

### Сприйняття
На вебсайті агрегатора рецензій Rotten Tomatoes картина має рейтинг схвалення 68 % на основі 38 рецензій, із середньою оцінкою 6,4/10. Загальний висновок критиків вебсайту зазначає: «Втеча з Преторії не зовсім правдоподібне кіно через те, що картина занадто драматизує факти, але цей недолік компенсується подіями підготовки до самої втечі». На вебсайті Metacritic картина має зважений середній бал 56 зі 100 на основі 7 рецензій, що означає «змішана або середня оцінка».